# Atalaia de Candaira
A Atalaia de Candaira (ou da Candaira) localiza-se na freguesia de Baçal, município e distrito de Bragança, em Portugal.
Atalaia medieval de planta quadrada erguida em posição dominante sobre uma colina, próxima ao rio Sabor, do seu sítio avista-se o Castelo de Bragança.
Foi classificada como Imóvel de Interesse Público em 1990.

## História
Foi erguida durante a Idade Média, possivelmente entre o século XIII e o XIV, com a função de atalaia (vigia), para complemento da defesa da cidade de Bragança pelo setor Norte.
Na Idade Moderna teria sido reforçada com uma cerca envolvente e dois fossos, um pelo interior e outro pelo exterior.
Com a perda da sua função defensiva, foi abandonada, caindo em ruínas ao longo dos séculos.
No século XX em seu interior foi implantado um marco geodésico. Encontra-se classificada como Imóvel de Interesse Público por Decreto publicado em 17 de Julho de 1990.
Atualmente permanece em ruínas, coberta pela vegetação, sem um programa de estudos ou de recuperação.

## Características
Estrutura militar de reduzidas dimensões, apresenta planta quadrada, com uma cerca de quarenta metros de lado, em pedra de xisto argamassada com barro. É rodeada por um fosso exterior e por outro, interior.